# Tyler Eckford
Tyler Eckford, född 8 september 1985, är en kanadensisk professionell ishockeyspelare som spelar inom NHL–organisationen Ottawa Senators. Han har tidigare spelat på NHL–nivå för New Jersey Devils.
Eckford draftades i sjunde rundan i 2004 års draft av New Jersey Devils som 217:e spelare totalt.